# Назви ромів
Роми відомі під різними назвами, в основному під широкими категоріями цигани, гіпсі, богемці і роми. Самоназви різняться: у Центральній та Східній Європі поширена назва роми. Роми Англії називають себе (на англоромані) Romanichal, роми Скандинавії (на скандинавському романідіалекті) Romanisæl. У німецькомовній Європі самоназва — сінті, у Франції — мануш, тоді як групи в Іспанії, Вельсі та Фінляндії використовують кало/кале (від kalo, що ромською мовою означає «чорний»). Існують численні підгрупи та клани з власними самоназвами, такі як Калдераш, Мачвая, Бояш, Ловарі, Модьяр, Хораксай і Лаутарі.
В українській мові поширеним є етнонім цигани, похідними від яких є циган, циганка, циганча, циганва тощо. Український етнонім «цигани» походить від давньогрецького ἀτσίγγανοι (atsinganoi, лат. adsincani) або ἀθίγγανοι (athinganoi) — назви однієї з візантійських єретичних сект (буквально «недоторка́нні»), з якою з часом почали його ототожнювати. У письмових візантійських джерелах як етнонім він вперше згадується у ХІІІ столітті. Саме від цього кореня пішла ціла група схожих екзоетнонімів у слов'янських та германських мовах: білоруський цыганы, болгарський цигани, боснійський cigani, словацький cigáni, хорватський cigani, чеський cikáni, македонський цигани, пол. cyganie, рос. цыгане, сербський цигани, словенський cigáni, нідерландський zigeuners, нім. Zigeuner.
За однією з теорій самоназва «рома́» походить від грец. ρωμαίοι, «ромеі» — «ромеї», «піддані Римської (Візантійської) імперії». Саме біженцями з Візантії, землі якої в цей час захоплювали турки, були (і представлялися) перші цигани, що з'явилися у Західній Європі у XV сторіччі.
В англійській мові (за Оксфордським словником англійської мови) Rom — це іменник (з множиною Romá або Roms) і прикметник, тоді як Romany також є іменником (з множиною Romanies) і прикметником. І ромська, і ромська мови вживаються в англійській мові з ХІХ століття як альтернатива циганській мові. Ромська мова також пишеться як Romani або Rommany.
Іноді rom і romani пишуться з подвійним r, тобто rrom і rromani, зокрема в Румунії, щоб відрізнити їх від румунського ендоніма (români), до якого вони не мають жодного стосунку. Це добре встановлено в самій ромській мові, оскільки вона представляє фонему (/ʀ/ також записується як ř і rh), яка в деяких ромських діалектах залишилася відмінною від тієї, що пишеться з одним r.
Термін «Рома» в основному використовується в політичному контексті для позначення ромського народу в цілому. Проте деякі підгрупи ромів не ідентифікують себе як роми, тому деякі вчені уникають використання терміна роми, оскільки не всі підгрупи ромів приймають цей термін.
Оскільки всі роми використовують слово Romani як прикметник, цей термін почав використовуватися як іменник для всієї етнічної групи.
Термін ромська мова використовується деякими організаціями, включаючи ООН і Бібліотеку Конгресу США. Однак Рада Європи та інші організації використовують термін «рома» для позначення ромів у всьому світі та рекомендують обмежити ромську мову мовою та культурою: ромська мова, ромська культура.

## Етимологія
Демоніми ромського народу Лом і Дом мають однакове етимологічне походження, відображаючи санскритський ḍoma IAST «людина низької касти, яка живе співом і музикою».
Остаточне походження санскритського терміна ḍoma IAST (можливо, від мунда чи дравідійського) невідоме. Його основа, ḍom IAST, пов'язана з грою на барабанах, пов'язана з санскритським дієслівним коренем ḍam- IAST «звучати (як барабан)», можливо, запозиченим з дравідійської мови, наприклад каннадської ḍamāra «пара литавр» і телугу ṭamaṭama «барабан, том-том».

## Ґіпсі
Ряд етнонімів циганів/ромів походять від етнохороніму «єгиптяни» (англ. gypsies від англ. egyptians, ісп. gitanos від ісп. egiptanos, фр. gitans, угор. fáraók népe — дослівно «фараонове плем'я»), — адже частина циган називала себе християнськими біженцями з Єгипту або «малого Єгипту», під яким за деякими версіями розумівся Пелопоннес.
Європейський термін gipsy або gypsy зазвичай використовується для позначення ромів, майстрів і мандрівників, а використання слова gipsy у сучасній англійській мові є повсюдним (і є юридичним терміном згідно з англійським законодавством), і деякі ромські організації використовують його у власних назвах організацій, зокрема у Сполученому Королівстві. Це слово, хоча інколи позитивно сприймається ромами, іноді також відкидається іншими ромами як образливе через те, що воно заплямовано його використанням як расової образи та принизливого відтінку, що означає незаконність і нерегулярність, а деякі сучасні словники також рекомендуємо повністю уникати використання слова ґіпсі або призначити йому негативний або попереджувальний ярлик.
Парламентське розслідування Комітету Палати громад Британії, як описано в їхній доповіді «Подолання нерівності, з якою стикаються спільноти ґіпсі, ромів і мандрівників» (опубліковано 2019 р.), стверджує про свої висновки у Сполученому Королівстві, що: «Ми запитували багатьох членів ґіпської, ромської та мандрівної спільнот, як вони вважають за краще описувати себе. Хоча деякі вважають термін „ґіпсі“ образливим, багато зацікавлених сторін та свідків пишалися тим, що асоціюють себе з цим терміном, і тому ми вирішили, що правильно і доречно використовувати його, де це доречно, в усьому звіті».
Оксфордський словник англійської мови стверджує, що «ґіпсі» — це a
представник мандрівної раси (яку вони самі називають романі), індійського походження, яка вперше з'явилася в Англії приблизно на початку XVI століття.
Перше вживання цього слова в англійській мові, виявлене OED, відноситься до 1514 року, в тому ж столітті його вживали ще кілька разів, і це слово використовували як Едмунд Спенсер, так і Вільям Шекспір.
Цей екзонім іноді пишуть з великої літери, щоб показати, що він позначає етнічну групу. Іспанський термін gitano, французький термін gitan і баскський термін ijito мають одне походження.
Протягом XVI і XVIІ століть ім'я писалося по-різному: Egipcian, Egypcian, 'gypcian. Слово gipsy/gypsy походить від варіантів написання, які втратили початкову велику E, і це є однією з причин того, що воно часто пишеться з початковою g у малому регістрі. З часом поняття «gipsy/gypsy» змінилося, включивши інші пов'язані стереотипи, такі як кочівництво та екзотика. Джон Метьюз у «Всесвітньому атласі ворожіння» називає ґіпсі «мудрими жінками». У розмовній мові gipsy/gypsy використовується для позначення будь-якої особи, яка сприймається мовцем як така, що відповідає ромським стереотипам.

### Використання в англійському праві
За з англійським законодавством, слово Gipsy має кілька значень, що розвиваються та збігаються. Відповідно до Закону про караванні місця та контроль за забудовою 1960 року, ґіпсі визначаються як «люди, які ведуть кочовий спосіб життя, незалежно від їх раси чи походження, але не включають членів організованої групи мандрівних шоуменів або осіб, які беруть участь у мандрівних цирках, подорожуючих разом як такі». Визначення включає такі групи, як мандрівники Нового часу, а також ірландські мандрівники та роми.
«Ґіпсі» ромського походження були визнаною етнічною групою для цілей Закону про расові відносини 1976 року після Комісії з питань расової рівності проти Даттона 1989 року, так само як ірландські мандрівники в Англії та Вельсі після О'Лірі проти Альянсу Домека 2000 року (вже отримавши визнання у Північній Ірландії в 1997 році).

## Список імен
<div style="-moz-column-count:*Слов'янські мови
- - біл. цыгане
  - болгар.:
    - цигани, zigani (роми)
    - циганин, ziganin (ром)
    - циганка, ziganka (ромка)
    - циганче, zigance (ромські діти)

  - чеськ. cikáni (synonym: Romové)
  - мак. цигани, zigani (synonym: ѓупци)
  - пол. Cyganie (synonym: Romowie)
  - рос. цыгане, z'igane
  - сербохорв. цигани, cigani
  - словац. cigáni
  - словен. cigani
  - укр. цигани, zigani
- Уральські мови
  - угор. cigány; використання «роми» також широко розповсюджене і підтримується
- Германські мови
  - афр. sigeuner (з голландської)
  - дан. sigøjnere
  - нід. zigeuner
  - нім. Zigeuner
  - ісл. sígaunar
  - норв.:
    - бук. sigøynere
    - нюн. sigøynarar

  - швед. zigenare
- Романські мови
  - фр. tsiganes, tziganes
  - гал. ciganos (тих, хто зі Сходу та
Центральної Європи),[38] cíngaros (ті, що з Італії)[39]
  - італ. zingari, zigani
  - порт. ciganos, zíngaros
  - рум. țigani
  - сиц. zìngari, zanni
  - ісп. cíngaros
- Інші індо-європейські мови
  - алб. Cigan
  - вірменська: գնչու, gnčʿu
  - балк. ром.: Čingaren
  - кало: čingarár
  - есп. Cigano
  - гінді: चिंगारी Chingaari
  - латис. čigāni
  - лит. Čigonai
  - перс.: کولی, Koli
  - тур. Çingene (dialect: Çingan or Cingan)
  - урду: چنگھ, Changar; -webkit-column-count:*Слов'янські мови
  - біл. цыгане
  - болгар.:
    - цигани, zigani (роми)
    - циганин, ziganin (ром)
    - циганка, ziganka (ромка)
    - циганче, zigance (ромські діти)

  - чеськ. cikáni (synonym: Romové)
  - мак. цигани, zigani (synonym: ѓупци)
  - пол. Cyganie (synonym: Romowie)
  - рос. цыгане, z'igane
  - сербохорв. цигани, cigani
  - словац. cigáni
  - словен. cigani
  - укр. цигани, zigani
- Уральські мови
  - угор. cigány; використання «роми» також широко розповсюджене і підтримується
- Германські мови
  - афр. sigeuner (з голландської)
  - дан. sigøjnere
  - нід. zigeuner
  - нім. Zigeuner
  - ісл. sígaunar
  - норв.:
    - бук. sigøynere
    - нюн. sigøynarar

  - швед. zigenare
- Романські мови
  - фр. tsiganes, tziganes
  - гал. ciganos (тих, хто зі Сходу та
Центральної Європи),[40] cíngaros (ті, що з Італії)[41]
  - італ. zingari, zigani
  - порт. ciganos, zíngaros
  - рум. țigani
  - сиц. zìngari, zanni
  - ісп. cíngaros
- Інші індо-європейські мови
  - алб. Cigan
  - вірменська: գնչու, gnčʿu
  - балк. ром.: Čingaren
  - кало: čingarár
  - есп. Cigano
  - гінді: चिंगारी Chingaari
  - латис. čigāni
  - лит. Čigonai
  - перс.: کولی, Koli
  - тур. Çingene (dialect: Çingan or Cingan)
  - урду: چنگھ, Changar; column-count:*Слов'янські мови
  - біл. цыгане
  - болгар.:
    - цигани, zigani (роми)
    - циганин, ziganin (ром)
    - циганка, ziganka (ромка)
    - циганче, zigance (ромські діти)

  - чеськ. cikáni (synonym: Romové)
  - мак. цигани, zigani (synonym: ѓупци)
  - пол. Cyganie (synonym: Romowie)
  - рос. цыгане, z'igane
  - сербохорв. цигани, cigani
  - словац. cigáni
  - словен. cigani
  - укр. цигани, zigani
- Уральські мови
  - угор. cigány; використання «роми» також широко розповсюджене і підтримується
- Германські мови
  - афр. sigeuner (з голландської)
  - дан. sigøjnere
  - нід. zigeuner
  - нім. Zigeuner
  - ісл. sígaunar
  - норв.:
    - бук. sigøynere
    - нюн. sigøynarar

  - швед. zigenare
- Романські мови
  - фр. tsiganes, tziganes
  - гал. ciganos (тих, хто зі Сходу та
Центральної Європи),[42] cíngaros (ті, що з Італії)[43]
  - італ. zingari, zigani
  - порт. ciganos, zíngaros
  - рум. țigani
  - сиц. zìngari, zanni
  - ісп. cíngaros
- Інші індо-європейські мови
  - алб. Cigan
  - вірменська: գնչու, gnčʿu
  - балк. ром.: Čingaren
  - кало: čingarár
  - есп. Cigano
  - гінді: चिंगारी Chingaari
  - латис. čigāni
  - лит. Čigonai
  - перс.: کولی, Koli
  - тур. Çingene (dialect: Çingan or Cingan)
  - урду: چنگھ, Changar;">*Слов'янські мови
  - біл. цыгане
  - болгар.:
    - цигани, zigani (роми)
    - циганин, ziganin (ром)
    - циганка, ziganka (ромка)
    - циганче, zigance (ромські діти)

  - чеськ. cikáni (synonym: Romové)
  - мак. цигани, zigani (synonym: ѓупци)
  - пол. Cyganie (synonym: Romowie)
  - рос. цыгане, z'igane
  - сербохорв. цигани, cigani
  - словац. cigáni
  - словен. cigani
  - укр. цигани, zigani
- Уральські мови
  - угор. cigány; використання «роми» також широко розповсюджене і підтримується
- Германські мови
  - афр. sigeuner (з голландської)
  - дан. sigøjnere
  - нід. zigeuner
  - нім. Zigeuner
  - ісл. sígaunar
  - норв.:
    - бук. sigøynere
    - нюн. sigøynarar

  - швед. zigenare
- Романські мови
  - фр. tsiganes, tziganes
  - гал. ciganos (тих, хто зі Сходу та
Центральної Європи),[44] cíngaros (ті, що з Італії)[45]
  - італ. zingari, zigani
  - порт. ciganos, zíngaros
  - рум. țigani
  - сиц. zìngari, zanni
  - ісп. cíngaros
- Інші індо-європейські мови
  - алб. Cigan
  - вірменська: գնչու, gnčʿu
  - балк. ром.: Čingaren
  - кало: čingarár
  - есп. Cigano
  - гінді: चिंगारी Chingaari
  - латис. čigāni
  - лит. Čigonai
  - перс.: کولی, Koli
  - тур. Çingene (dialect: Çingan or Cingan)
  - урду: چنگھ, Changar

### Ґіпсі
У кількох країнах вважають, що вони походять з Єгипту.
- Баскська: ijito[46][47]
- Іспанська: gitano

### Цигани
У більшій частині континентальної Європи роми відомі під іменами, пов'язаними з грецьким терміном τσιγγάνοι (tsinganoi):
Назва походить від візантійсько-грецького ἀτσίγγανοι (atsinganoi, лат. adsincani) або ἀθίγγανοι (athinganoi, буквально «недоторканні»), термін, застосований до секти мелхіседекіанців. Адсінкани з'являються в тексті ХІ століття, що зберігається на горі Афон, «Житті святого Георгія Афонського» (написаному грузинською мовою), як «самаритяни, нащадки Симона Мага, на ім'я Адсінкани, які були відомими чаклунами та лиходіями». У тексті імператор Костянтин Мономах наймає адсинканів для винищення диких тварин, які нищили дичину в імператорському парку Філопатіон.

### Богеми
Оскільки багато ромів, які проживали у Франції, прибули через Богемію, їх називали богемцями. Пізніше цей термін був адаптований французами для позначення особливого мистецького та бідного стилю життя людини, відомого як богема.
- Баскська: buhame (на північних діалектах)[53][54]

### Роми
- чеськ. Romové (синонім)
- пол. Romowie (синонім)
- баскська: erromintxela чи txingartu (для баскськомовних ромів)
- китайська: 罗姆人 Luōmǔrén
- коптська: ⲣⲱⲙⲁ Roma
- японська: ロマ Roma

### Інші
- Албанська: Arixhi (водій ведмедів)
- Арабська: غجر ghájar
- азерб. Qaraçı
- Естонська: mustlased
- Фінська: mustalaiset
- Грузинська: ბოშები bošebi
- Іврит: צוענים‬ (з міста Соан в Єгипті)
- курдська قەرەچی, qaraçı (з турецької); دۆم, dom
- Мегрельська: ჩაჩანეფი çaçanephi
- Іспанська: calé[55]